# هانس فون مجيك
هانس فون مجيك (بالألمانية: Hans von Mžik)‏ (1876 – 1961) كان مستشرقًا نمساويًا وجغرافيًا. ترأس مجموعة الخرائط في المكتبة الوطنية النمساوية منذ عام 1921 وشارك في تأسيس سلسلة Museion: Veröffentlichungen der Österreichischen Nationalbibliothek (موسيون: منشورات المكتبة الوطنية النمساوية).

## مؤلفات مختارة
- 1911. Die reise des Arabers Ibn Baṭūṭa durch Indien und China (14. jahrhundert) bearbeitet von dr. Hans von Mžik. Hamburg, Gutenberg-verlag.